# 天洲寺
天洲寺（てんしゅうじ）は、埼玉県行田市にある曹洞宗の寺院。

## 歴史
1607年（慶長12年）、荒木八左衛門の開基である。八左衛門の父荒木長善は当地を領地とする武将で、「長善沼」の名称に彼の名残を留めている。
1671年（寛文11年）、忍藩の藩主阿部忠秋によって再建されている。

## 聖徳太子像
当寺には、国の重要文化財に指定されている「木造聖徳太子立像」を所蔵している。胎内の墨書銘から、1247年（寛元5年）に毛利季光（西阿弥陀仏）が北条泰時の菩提を弔うために造立されたものである。
一方、伝説によると、聖徳太子16歳の時、父の用明天皇の病気平癒を祈るため、自らの像を自作したものという。その後、行基によって当地に持ち込まれたのだと伝えられる。

## 文化財
- 木造聖徳太子立像（重要文化財 昭和12年5月25日指定）[3]

## 交通アクセス
- 武州荒木駅より徒歩3分。